# Öffentlich-rechtlich
Der Begriff öffentlich-rechtlich nimmt allgemein Bezug auf die Rechtsmaterie des Öffentlichen Rechts. 
Als Rechtsbegriff wird er beispielsweise im Zusammenhang mit Institutionen und Organisationen verwendet, die aufgrund des öffentlichen Rechts eingerichtet sind und daher keiner der Rechtsformen des Privatrechts (vgl. den Typenzwang im Gesellschaftsrecht) zuzuordnen sind.
Beispiele für Rechtsformen des öffentlichen Rechts:
- Gebietskörperschaft
- Körperschaft des öffentlichen Rechts in Deutschland, Österreich und in der Schweiz
- Anstalt des öffentlichen Rechts
- Stiftung des öffentlichen Rechts (Deutschland, Österreich), öffentlich-rechtliche Stiftung (Schweiz)

Das Adjektiv wird aber auch für öffentlich-rechtliche Rechtsverhältnisse oder öffentlich-rechtliche Handlungsformen im Verwaltungsrecht, wie Verwaltungsakte, wie der öffentlich-rechtliche Vertrag oder die öffentlich-rechtliche Entschädigung bzw. der öffentlich-rechtliche Erstattungsanspruch verwendet.
Typischerweise öffentlich-rechtlich verfasst sind:
- der öffentlich-rechtliche Rundfunk,
- öffentlich-rechtliche Kreditinstitute sowie
- öffentliche Versicherer

Endlich wird dies im Prozessrecht verwendet:
- öffentlich-rechtliche Streitigkeit
- öffentlich-rechtliche Streitigkeit nichtverfassungsrechtlicher Art